# 逢空万太
逢空万太（1981年8月3日—），日本男性輕小說作家。北海道札幌市出身。血型O型。

## 經歷
以作品《候汝入夢》獲得SB創意主辦第一届GA文库大賞優秀奖。後改題為《襲來！美少女邪神》於GA文库发表。

## 作品列表
- 襲來！美少女邪神、原名：（全12卷）
- 深山家的蓓兒汀（日语：深山さんちのベルテイン）、原名：（既刊3卷）
- ヴァルキリーワークス（既刊4卷）

## 外部連結
- 逢空万太的X（前Twitter）